# Arthrobotryomyces
Arthrobotryomyces är ett släkte av svampar. Arthrobotryomyces ingår i divisionen sporsäcksvampar och riket svampar.